# Zdreanță (film)
Zdreanță este un film românesc de animație din 1956 regizat de Olimp Vărășteanu. Este primul film românesc de animație realizat în cartoane decupate și primul film de animație inspirat din lucrările lui Tudor Arghezi.